# Jenifer Brening

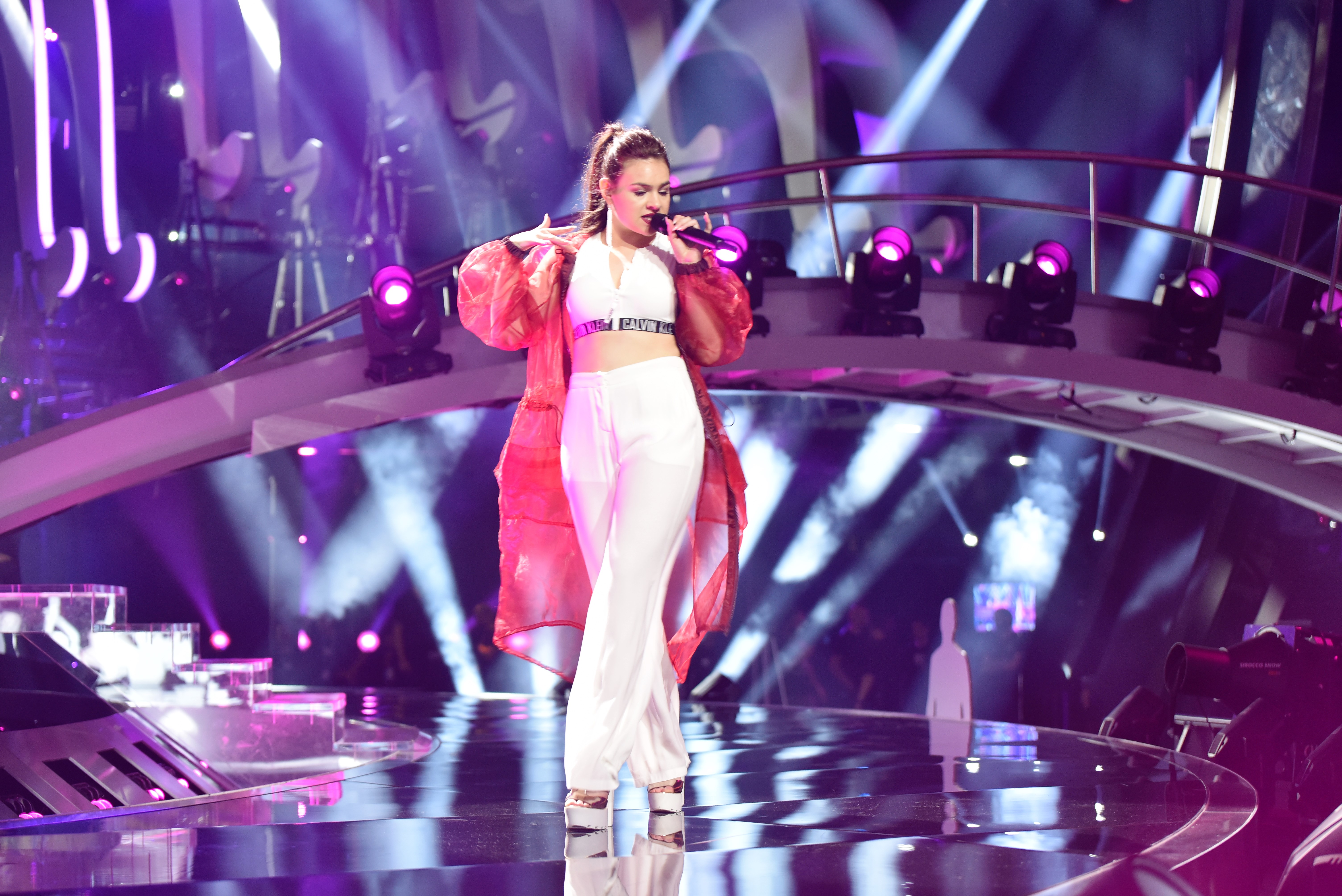
Jenifer Brening beim Eurovision Song Contest 2018 in Lissabon

Jenifer Brening (* 15. Dezember 1996 in Berlin-Zehlendorf) ist eine deutsche Sängerin und Songwriterin. Sie war Teilnehmerin an der Sat.1-Talent-Game-Show The Winner Is … und der 11. Staffel von Deutschland sucht den Superstar. Gemeinsam mit der maltesischen Sängerin Jessica Muscat hat sie San Marino beim Eurovision Song Contest 2018 in Lissabon vertreten.

## Leben

### Persönliches
Jenifer Brening wurde als zweites Kind des russlanddeutschen Ehepaares Lilli und Eduard Brening in Berlin geboren. Ihre Vorfahren waren Wolgadeutsche. 1992 siedelten ihre Eltern mit ihrem zehn Jahre älteren Bruder nach Berlin aus. Kurz nach ihrer Geburt zog die Familie aus Berlin weg in ein kleines Dorf, in dem Jenifer Brening den Kindergarten und die Grundschule besuchte. 2010 zog die Familie in eine Kleinstadt in der Nähe von Ulm. Dort besuchte Brening sechs Jahre lang die Realschule, an der sie ihre Mittlere Reife erlangte. Danach besuchte sie das Gymnasium und erlangte das Abitur. Brening studiert Internationale Betriebswirtschaft.

### Musik
Im Alter von fünf Jahren nahm Brening vier Jahre lang Ballettunterricht. Ab ihrem achten Lebensjahr nahm sie drei Jahre lang Klavierunterricht. Sie trat bei Familienfeiern auf und lud die Videos sowie Covervideos internationaler Tophits auf YouTube hoch. 2010 nahm sie bei dem regionalen Gesangswettbewerb „Heidenheim sucht den Superstar“ teil und belegte dort den ersten Platz. Des Weiteren nahm Brening 2011 bei Bravo-Star 2011 teil und kam dort unter die Top 10. 2012 nahm sie an der Sat.1 Talent-Game Show The Winner is ... teil, in der sie die Runde der letzten vier erreichte. 2014 nahm sie an der 11. Staffel von Deutschland sucht den Superstar teil. Hier erreichte sie den Recall.
Am 19. Dezember 2011 erschien der Song So etwas darf nicht passieren des Heidenheimer Rappers White Night, in dem Brening als featured Artist auftrat.
Am 25. Februar 2013 wurde Brenings EP my sky mit 5 Cover-Versionen internationaler Hits unter dem Label GSG Records veröffentlicht.
Brenings erste Solo-Single Not That Guy erschien am 31. Dezember 2013. Mit dieser gewann sie den EMMAward 2014 als Best Newcomer 2014. Daraufhin wurde eine Akustik-Version mit dem deutsch-schwedischen Produzenten-Duo Eike & Kaz produziert. Brenings zweite Solo-Single A New Me erschien am 5. Januar 2014, ihre dritte Single Alive am 14. Januar 2014. Alle drei Songs wurden von Stefan Moessle und Mathias Strasser geschrieben und als Download-Singles produziert. Sie waren zusammen mit einem Cover von Wrecking Ball Brenings Beiträge für die Wildcard zum Vorentscheid des deutschen Beitrags (Unser Song für Dänemark) zum Eurovision Song Contest 2014.
Am 17. April 2015 erschien unter dem Label KHB Music mit ASAP ihre erste selbst geschriebene Single. Am 15. Januar 2016 folgte, ebenfalls über das Label KHB Music, die Single Miracle, für die sie in der Kategorie Pop bei den Hollywood Music in Media Awards nominiert wurde. Am 4. November 2016 erschien Brenings Debütalbum Recovery, für das sie alle Lieder selbst komponiert und getextet hat. Zuvor erschien bereits am 21. Oktober 2016 die Single Remember, mit der sie in einer Unplugged-Version am 12. Januar 2017 im ARD-Morgenmagazin auftrat. Die vierte Singleauskopplung Breathe aus dem Album Recovery wurde am 7. April 2017 veröffentlicht.
Nachdem ein Freund sie bei 1 in 360, dem San-Marinesischen Vorentscheid zum Eurovision Song Contest 2018, angemeldet hatte, erreichte Brening dort das Finale, wo sie mit ihrem Lied Until the Morning Light den dritten Platz belegte. Zusätzlich übernahm sie im Finale den Rap-Part im Song Who We Are der maltesischen Sängerin Jessica Muscat, da der San-Marinesische Rapper Irol Mc, welcher ursprünglich für den Rap-Part vorgesehen war, kurzfristig abgesprungen war. Die beiden gewannen den Wettbewerb und vertraten am 10. Mai 2018 San Marino im zweiten Halbfinale des Eurovision Song Contest in Lissabon, wo sie ausschieden.
Until the Morning Light und Who We Are wurden am 30. März 2018 als Download-Singles durch das Label GRS (Global Rockstar) veröffentlicht.

## Fernsehauftritte
- 2012: The Winner is ...
- 2014: Deutschland sucht den Superstar
- 2017: ARD-Morgenmagazin
- 2018: 1 in 360
- 2018: Eurovision Song Contest

## Diskografie

### Alben
- 2013: My Sky (Cover-EP)
- 2016: Recovery

### Singles
- 2013: Not That Guy
- 2014: A New Me
- 2014: Alive
- 2014: Not That Guy (Eike & Kaz Radio Edit)
- 2015: ASAP
- 2016: Miracle
- 2016: Remember
- 2017: Breathe
- 2018: Until The Morning Light
- 2020: Wonderland

### Gastbeiträge
- 2011: So etwas darf nicht passieren (White Night feat. Jenifer Brening)
- 2018: Who We Are (Jessika feat. Jenifer Brening)

## Wettbewerbe
- 2010: Heidenheim sucht den Superstar (Regionaler Gesangswettbewerb) – Sieg
- 2011: Bravo-Star – Top 10
- 2012: The Winner is ... – Halbfinale
- 2013: Deutschland sucht den Superstar 2014 (Staffel 11) – Recall
- 2014: Unser Song für Dänemark (Wildcard) – 11. Platz
- 2018: 1 in 360 – 3. Platz mit Until The Morning Light, Sieg als featured Artist mit Who We Are
- 2018: Eurovision Song Contest – Halbfinale

## Auszeichnungen/Nominierungen
- 2014: Auszeichnung mit dem EMMAward als Best Newcomer 2014 mit dem Song Not That Guy
- 2016: Nominierung bei den Hollywood Music in Media Awards in der Kategorie Pop mit dem Song Miracle